# Turbomeca Astazou
El Turbomeca Astazou es una serie altamente exitosa de motores turbohélice y turboeje usados por primera vez en 1957. La versión original pesó 110 kg y desarrolló 240 kW en 40000 rpm. Fue admitido para entrar en servicio el 29 de mayo de 1961 después de una prueba de 150 horas. El ingeniero en desarrollo principal fue G. Sporer. Fue nombrado por dos cumbres de los Pirineos.
Una versión simplificada fue construida por Agusta como el Turbomeca-Agusta TA.230.

## Diseño y desarrollo
El Astazou IIA la versión estuvo derivada del motor original Astazou para uso en helicópteros. Para 1993, se habían construido 2.200. Cuando de 2007,  siga en producción. Aun así, mucha aeronave inicialmente equipado con él, especialmente el más pesado unos, desde entonces ha sido actualizado con motores más potentes.
El diseño básico de eje único Astazou tiene un compresor de dos etapas, con la primera etapa un axial y la segunda etapa un diseño radial. Tiene una cámara de combustión anular, después de lo cual el escape caliente entra en una turbina axial de tres etapas. Las rpm máximas se elevaron más tarde a 43500.
Las turbinas de producción tienen un engranaje de reducción frente a la entrada de aire, lo que reduce la velocidad de la hélice a 1800, 2080, 2200, 2400 rpm o 6000 rpm en la versión para helicópteros. El motor se controla automáticamente, por lo que el piloto solo necesita establecer los rpms deseados.
A partir del Astazou X, el motor recibió una segunda etapa de compresor axial. Este fue el motor del Potez 840. El Astazou XIV y XVI también fueron comercializados por Rolls-Royce Turboméca International Ltd con los nombres AZ14 y AZ16, respectivamente.
El poder aumentó de manera constante a lo largo de los años, y el Astazou XVIII dual de Eurocopter Dauphin desarrolló 783 kW cada uno. El Astazou XX recibió una tercera etapa axial, aumentando aún más la compresión para lograr una salida proyectada de 1075 kW en la aplicación del turbohélice. El derivado XXB, utilizado en el solo motor SA 361H Dauphin, tiene 1043 kW (1399 shp).

## Astazou XVI
La entrada de aire circular detrás del engranaje de reducción tiene un dispositivo de deshielo que utiliza aire caliente. Las dos etapas axiales del compresor utilizan blisks. El eje corre sobre rodamientos de bolas. El flujo de aire a través de la cámara de combustión anular es en forma de S, con el agregado de combustible en dirección radial mediante un disco atomizador giratorio. Las aspas de las ruedas de la turbina de tres etapas, también las de los blisks, se enfrían con aire desde el interior. La boquilla de chorro se fija con un cono interior. Las unidades auxiliares están montadas en una placa de montaje detrás de la entrada, que también tiene las conexiones para el motor de arranque / generador, las bombas de aceite y combustible, el control de velocidad del motor y el tacómetro. También hay unidades opcionales para un generador de corriente alterna y una bomba hidráulica. Todo el motor está montado en tres puntos, dos muñones en la parte delantera derecha e izquierda de la carcasa de la turbina y uno en la parte inferior hacia atrás. El control de velocidad se realiza automáticamente al controlar el volumen de inyección, con un regulador térmico que permite sobrecargas a corto plazo.

## Variantes
Astazou I
Astazou II
Compresor centrífugo de una etapa axial más una etapa, cámara de combustión anular, turbina de tres etapas.
Astazou IIA
Astazou III
Astazou IIIA
Astazou IIIC
Astazou IIIC2
Astazou IIIN
Astazou IIIN2
Astazou X
Los motores X y subsiguientes tenían una segunda etapa de compresor axial añadida.
Astazou XII
Astazou XIV
Compresor centrífugo de dos etapas axial y de una sola etapa, cámara de combustión anular, turbina de tres etapas. Caja de cambios integral delantera montada.
Astazou XIVB
Astazou XIVD
Astazou XIVC
Astazou XIVH
Astazou XIVM
Astazou XVI
Astazou XVIG
Astazou XVIII
Astazou XVIIIA
Astazou XX
Se agregó una tercera etapa de compresor axial para aumentar la relación de presión.
Astazou XXB
Turbomeca-Agusta TA.230
Una versión simplificada construida por Augusta.

Corros-Royce Turboméca AZ14
El Astazou XIV comercializado por Rolls-Royce Turboméca International Ltd como AZ14.

Corros-Royce Turboméca AZ16
El Astazou XVI comercializado por Rolls-Royce Turboméca International Ltd como AZ16.

## Aplicaciones

### Aeronaves de ala fija
- Dassault Communauté
- Dassault MD320 Hirondelle 2x Astazou XIV 641,3 kW (860 hp) equivalente.
- Dornier 27T-l 2x Astazou II 419,1 kW (562 hp) equivalente.
- FMA IA-58A Pucará 2x Astazou XVI-G 712,9 kW (956 HP) equivalente.
- Handley Page HP.137 Jetstream 2x Astazou XIVC 686,8 kW (921 hp) equivalente.
- Mitsubishi MU-2A
- Nord Noralpha
- Pilatus PC-6/Un1-H2 Turbo Porter lx Astazou XII 545,1 kW (731 hp) equivalente.
- Potez 840 4x 440shp (328 kW) Turboméca Astazou II
- Potez 842 4x  600shp (447 kW) Turboméca Astazou XII
- SFERMA Nord 1110
- SFERMA SF-60 Marqués 2x Astazou X
- SFERMA PD-146 Marqués 2x Astazou IIA
- Short SC.7 Skyvan serie II 2x Astazou XII 545,1 kW (731 hp) equivalente.
- SIPA S-2510 Antílope
- Industrias de Aeronave del Israel Arava 2x Astazou XIV 633,8 kW (850 hp) equivalente.
- UV-23Un Dominion Skytrader 2x Turboméca Astazou XIV

### Helicópteros
- Aérospatiale Alouette II 1x Astazou IIA 413,1 kW (554 hp) equivalente.
- Aérospatiale SA.319 Alouette III 1x Astazou XIV 447,4 kW (600 hp) equivalente.
- Aérospatiale Gazelle lx Astazou IIIN 441,5 kW (592 hp) equivalente.[1]
- Agusta Un.105
- Agusta Un.106
- Agusta Un.115
- Aérospatiale SA 360 Dauphin
- Dechaux Helicop-Jet 1x Astazou II

## Especificaciones
| Parámetro              | II                  | IIA                  | IIIC2/N2             | X                  | XIVB/F             | XIVH               | XIVM               |
| ---------------------- | ------------------- | -------------------- | -------------------- | ------------------ | ------------------ | ------------------ | ------------------ |
| Max producción         | 390 kW (523 hp)     | 390 kW (523 hp)      | 480 kW (644 hp)      | 465 kW (624 hp)    | 440 kW (590 hp)    | 440 kW (590 hp)    | 440 kW (590 hp)    |
| Longitud               | 1,810 mm (71.3 en)  | 1,427.5 mm (56.2 en) | 1,433.5 mm (56.4 en) | 1,912 mm (75.3 en) | 1,434 mm (56.5 en) | 1,470 mm (57.9 en) | 1,474 mm (58.0 en) |
| Diámetro               | 460 mm (18.1 en)    | 460 mm (18.1 en)     | 460 mm (18.1 en)     | 460 mm (18.1 en)   | 460 mm (18.1 en)   | 460 mm (18.1 en)   | 460 mm (18.1 en)   |
| Ancho                  |                     | 516 mm (20.3 en)     | 483 mm (19.0 en)     |                    | 520 mm (20.5 en)   | 500 mm (19.7 en)   | 460 mm (18.1 en)   |
| Altura                 |                     | 560 mm (22.0 en)     | 508 mm (20.0 en)     |                    | 623.5 mm (24.5 en) | 565 mm (22.2 en)   | 570 mm (22.4 en)   |
| Peso                   | 123 kg (271.2 lb)   | 142 kg (313.1 lb)    | 150.3 kg (331.4 lb)  | 128 kg (282.2 lb)  | 160 kg (352.7 lb)  | 160 kg (352.7 lb)  | 160 kg (352.7 lb)  |
| Flujo de masa del aire | 2.5 kg (5.5 lb)/sec |                      |                      |                    |                    |                    |                    |
| Proporción de presión  | 6:1                 |                      |                      | 7.5:1              | 8:1                | 8:1                | 8:1                |

## Más información
- World Encyclopedia of Aero Engines. Wellingborough: Patrick Stephens. 1986. p. 164.